# Crysis (jeu vidéo)
Crysis est un jeu vidéo de tir à la première personne futuriste développé par Crytek Studios et édité par Electronic Arts sorti le 16 novembre 2007 sur Windows.
Le 31 janvier 2008, lors d'une conférence avec ses actionnaires, Electronic Arts a annoncé que Crysis s'était vendu à plus d'un million d'exemplaires dans le monde.
Le jeu peut être considéré comme une suite spirituelle de Far Cry. En effet, bien que leurs histoires ne soient pas reliées, les deux opus sont des jeux de tir à la première personne se déroulant sur une île du Pacifique et mêlant réalisme et science-fiction. Crysis utilise l'évolution du moteur CryEngine utilisé pour Far Cry, le CryEngine 2.
Un stand-alone, baptisé Crysis Warhead, est sorti en 2008. Il permet au joueur de revivre les évènements de Crysis en incarnant le sergent Michael Sykes (alias Psycho), l'un des coéquipiers de Nomad, le héros du premier opus. Une suite est sortie en 2011. Les événements suivent l'histoire de l'épisode 1 avec le personnage Prophète (le chef d'équipe de Nomad).
En 2020, une édition remastérisée est sortie sur PC, PlayStation 4, Xbox One et Nintendo Switch.

## Univers
En 2020, la Corée du Nord prend possession de l'archipel Lingshan, îles fictives situées quelque part en mer de Chine méridionale et en interdit l'accès. Un groupe d'archéologues américains présents sur place, mené par le Dr Rosenthal, envoie un message de détresse indiquant qu'ils ont découvert là-bas quelque chose qui pourrait changer le monde. Afin d'enquêter sur place et évacuer les civils, les États-Unis décident d'envoyer une unité d’élite des forces spéciales, l'équipe Raptor dont fait partie Nomad, le personnage que l'on va incarner.
Au cours de leur largage, un problème de parachute survient et les membres de l'équipe se retrouvent séparés sur l'île. Tandis qu'ils affrontent les forces de l'APC chacun de leur côté, l'un d'entre eux est tué par une force inconnue avant qu'ils aient pu tous se regrouper et le reste de l'équipe découvre le bateau des otages complètement gelé en plein milieu de l'île tropicale. De plus, il apparait vite que l'APC est aux prises avec un ennemi inconnu.

### Scénario
- Acte 1 : Une équipe d'archéologues découvre, en faisant des fouilles, une sorte de temple vieux de plusieurs millions d'années. Les forces militaires nord-coréennes s'emparent de l'île et évacuent la population. En tant que membre de l'équipe Raptor, Nomad est amené à effectuer une chute opérationnelle sur l'île afin de secourir les otages, des ressortissants américains, et en parallèle dresser un rapport au gouvernement sur le test d'une nouvelle combinaison de combat nanotechnologique portée par toute l'équipe Raptor. Durant cette phase du jeu, le joueur se retrouve dans un environnement exotique, et doit progresser d'objectif en objectif en contournant ou en affrontant les patrouilles et les bases nord-coréennes. Durant l'aventure, de mystérieux phénomènes apparaissent et plusieurs membres de l'équipe sont tués par un Scout Ceph. Au bout d'un moment, la présence américaine est confirmée par les nord-coréens, et l'urgence force les troupes américaines à débarquer sur l'île pour appuyer Nomad, faisant passer la mission d'une infiltration à une offensive ouverte. Le joueur passe alors par des phases en tank, doit assister les opérations au sol en démolissant des sites stratégiques en œuvrant en tant que commando grâce à ses capacités surhumaines... Finalement, le joueur retrouve les otages et le chef militaire nord-coréen, le Général Ri-Chan Kyong. Ce que les archéologues croyaient être un temple millénaire issu d'une ancienne civilisation se révèle être un vaisseau Ceph enfoui depuis des millions d'années sous terre, réactivé par les fouilles nord-coréennes.
- Acte 2 : Après avoir évacué la seule survivante de l'équipe archéologique, Nomad est pris au piège dans l'éboulement d'une mine. Il pénètre alors dans les entrailles du vaisseau-mère pour tenter de trouver une issue. Lorsque le joueur entre dans le vaisseau-mère, il combat des Cephs dans un environnement dénué de gravité. Le joueur découvre alors que le Scout qu'il a pu apercevoir n'est qu'une machine contenant un Ceph, et que les véritables entités Ceph sont des êtres translucides qui demeurent tapis dans leur vaisseau. Il doit les combattre dans un level design complexe car sans gravité et autant vertical qu'horizontal. Enfin, le joueur trouve une sortie qui débouche à flanc de montagne.
- Acte 3 : À sa sortie à l'air libre, Nomad s'aperçoit que tout a gelé sur l'île. Ses supérieurs l'informent que le vaisseau mère a créé une bulle d'énergie autour de l'île, et qu'ils n'ont aucun moyen de savoir ce qui se passe. Nomad se rend compte que toute ce qui est dans la bulle a été congelé à des températures extrêmes, tuant tout être humain normalement constitué, et qu'il ne doit sa survie qu'à sa nano-combinaison. Il remarque également que son intrusion dans le vaisseau a rendu totalement hostiles les Cephs, qui se lancent à l'assaut de l'île par le biais de leurs machines et leurs vaisseaux. Nomad doit alors fuir l'île pour rejoindre la côte. Les nord-coréens et les américains évacuent lorsqu'ils viennent à réaliser que le temple est en fin de compte un vaisseau Ceph. Au début de cet acte, le joueur retrouve soudainement son chef d'unité, Prophet, qu'il croyait mort. Ce dernier a survécu et a su adapter une arme Ceph à l'énergie de sa nano-combinaison pour la faire fonctionner. Après de rudes combats, Nomad, Prophet et les marines restés en dehors de la sphère d'énergie parviennent à quitter l'île en compagnie d'Helena Rosenthal, seule scientifique survivante. Regagnant la flotte américaine qui entoure l'île, ils font leur débriefing à l'Amiral Morrison, commandant des forces américaines dans l'archipel. Les scientifiques s'aperçoivent que le vaisseau émet une transmission jusqu'à une galaxie lointaine (la galaxie M33). Les militaires craignent une invasion et attendent l'ordre du gouvernement de lancer une frappe nucléaire, mais Helena suggère un appel de détresse de "naufragés spatiaux" écrasés sur Terre il y a des millions d'années. Un conflit éclate sur la manière de régler cette histoire, entre d'une part le Dr Rosenthal (qui redoute qu'une attaque nucléaire ne fasse qu'alimenter les Cephs), et d'autre part l'Amiral Morrisson (qui a reçu un ordre direct et ne peut désobéir). Finalement, la hiérarchie militaire l'emporte et une frappe nucléaire aérienne est lancée sur l'île avec l'aval du gouvernement américain. Prophet de son côté s'empare d'armes et d'un ADAV et retourne sur l'île "pour en finir". L'explosion nucléaire échoue, puisqu'elle renforce les Cephs (l'énergie et la puissance de choc étant la principale source d'énergie des Cephs), qui fondent sur les navires et les attaquent. La dernière séquence du jeu oblige le joueur à aider à l'évacuation de son porte-avions pris d'assaut par les Cephs, avant d'affronter sur le pont deux boss finaux, un Hunter et enfin un Warrior. Durant l'épilogue, on apprend que Prophet est toujours vivant et a contacté les survivants par radio : il est toujours sur l'île. Nomad décide d'aller le chercher.

### Personnages
- Lieutenant Jake Dunn alias "Nomad" : c'est le personnage que le joueur incarne tout au long du jeu. Son visage n'est jamais montré.
- Sergent Michael Sykes alias Psycho : c'est un autre membre de l'unité Raptor. Il aide Nomad jusqu'à la fin du jeu. Il est le personnage que le joueur incarne dans Crysis Warhead.
- Major Laurwence Barnes alias Prophet : C'est le chef de l'unité sur le terrain. Il est attaqué et capturé par les Cephs, mais il réussit à s'enfuir et Nomad le retrouve à sa sortie du vaisseau Ceph.
- Soldat Martin Hawker alias Jester : quatrième membre de l'équipe ; il se fait tuer assez rapidement par les Cephs lorsqu'ils découvrent le bateau des chercheurs.
- Soldat Harold Cortez alias Aztec : dernier membre de l'équipe, qui n'apparaît qu'une seule fois et meurt quasiment dès le début, éventré par un Scout Ceph.
- Docteur Rosenthal : il est le chef de l'équipe d'archéologue qui découvre les Cephs et comprend leur nature. Il a une fille, Héléna, qui travaille parmi les membres de l'équipe. Il est capturé par l'armée nord-coréenne et réalise des expériences pour elle. Lorsque Nomad le retrouve, il parle de ses recherches avec le général Nord-coréen Kyong. Nomad tente de s'échapper avec lui, mais le fossile Ceph qu'il était en train d'étudier explose, le transformant en statue de glace et de givre et le tuant sur le coup.
- Héléna Rosenthal : La fille du chef des scientifiques. Elle est prise en otage par l'armée nord-coréenne avant d'être libérée par les forces spéciales américaines venues l'évacuer peu après le réveil des Cephs.
- Général Ri-Chan Kyong : Commandant des forces nord-coréennes sur l'île, il est l'antagoniste principal pendant la première moitié du jeu. Il retient en otage les scientifiques américains dans la montagne de l'île, en réalité un vaisseau mère Ceph. Il a la particularité de porter une nano-combinaison, comme certains de ses hommes. Il est tué par Nomad comme un boss vers le milieu du jeu.
- Major Clarence Strickland : Commandant de la force d'assaut américaine déployées sur l'archipel de Lignshan, y compris l'unité Raptor en l'absence de Prophet. Il donne leurs objectifs de mission. Il apparaît vers le milieu du jeu et encore une fois vers la fin du jeu, où il se fait écraser par un Hunter Ceph en couvrant la fuite de ses troupes hors de l'île.
- Amiral Richard Morrison : Commandant de l'ensemble des forces américaines déployées sur l'archipel. C'est lui qui impose l'ordre de frappe nucléaire qu'il a reçu du gouvernement. Il apparaît dans la dernière mission, où il se fait tuer par un soldat Ceph.

## Système de jeu
- Si vous ne connaissez pas le sujet, laissez ce bandeau (vous pouvez alors contacter les auteurs).
- Si vous supprimez le contenu mis en cause (vous pouvez préalablement contacter les auteurs),

argumentez précisément cette suppression dans la page de discussion
(un manque de référence n'est pas un argument ; une recherche réelle de référence doit avoir été effectuée, être formellement documentée).
Crysis est un jeu de tir à la première personne qui se déroule dans un décor comprenant : jungle, jungle gelée, mines à ciel ouvert et souterraine, plages, village autochtones, montagnes, vallées etc.
Crysis offre au joueur une expérience dans laquelle il doit adapter stratégies, armement, défenses et styles de jeu pour survivre et venir à bout de l'invasion extraterrestre. Le joueur dispose pour cela d'un équipement de nouvelle génération comprenant une nano-combinaison utilisant la nanotechnologie disposant de quatre modes de fonctionnement qui sont :
- Le mode armure : la résistance aux balles et aux chocs est améliorée. Chaque choc consomme de l'énergie. Ce mode augmente de 1.5 X la santé du joueur. C'est également le mode par défaut de la combinaison.
- Le mode force : la puissance musculaire est grandement améliorée, les coups de poing et de crosse sont plus puissants, et permettent de tuer en un ou deux coups les ennemis humains, la hauteur de saut est quadruplée et il est possible de projeter des objets et les ennemis plus loin, ce qui les tue instantanément - contrairement aux autres modes ou l'on doit les lancer d'un surplomb ou les maintenir (pour les étrangler) avant de lancer. Lorsque les munitions se feront rares, le joueur disposera toujours de la possibilité de lancer divers objets sur les ennemis tels que des caisses (en bois ou en métal), des bidons d'essence explosifs ou même d'autres ennemis. Le mode force permet également de concentrer et de stabiliser sa visée, notamment lors de tirs au fusil de sniper, ce qui en améliore grandement la précision. Certaines armes lourdes nécessitent également fortement l'emploi du mode force, afin de contenir leur recul important et pouvoir se déplacer vite malgré leur poids (La grosse mitrailleuse Gatling par exemple). En "force maximum", la distance des tirs à la grenade est fortement améliorée.
- Le mode vitesse : la vitesse de sprint est presque multipliée par trois (la vitesse est toutefois modifiable via une ligne de code), cependant la barre d'énergie diminue extrêmement rapidement lors du sprint. Associé aux poings de Nomad, ce dernier peut effectuer des charges fulgurantes suivies d'un coup qui est le plus souvent fatal.
- Le mode camouflage : la combinaison utilise de petit cristaux de diamant courbant la lumière en produisant une indice de réfraction négatif sur la combinaison, donnant au joueur une forme d'invisibilité. Ce mode est utile pour les modes facile, normal et difficile, mais il est très peu efficace en difficulté delta, surtout la nuit. Également associé à la force des poings, le joueur peut s'improviser assassin en frappant l'ennemi par derrière. Cependant, tout tir ou lancement d'objet épuise instantanément l'énergie de la nano-combinaison et fait repasser le joueur en mode armure. Il est à noter que le pointeur laser de certaines armes, lorsqu'il est activé, alerte parfois les ennemis de votre présence et leur dévoile rapidement votre position.

Le jeu dispose aussi d'autres fonctionnalités :
- Le menu de modification des armes : ce menu permet de modifier des armes en temps réel pour ajouter ou enlever à la guise du joueur un silencieux, une lunette parmi les trois disponibles (reflex, assaut, sniper), des munitions incendiaires, un laser, un lance-grenade, et bien d'autres accessoires.
- Les jumelles : elles permettent de marquer les ennemis, qui sont affichés sur la minicarte.
- La vision nocturne: elle permet de voir dans la nuit.

Tous les paramètres sont modifiables depuis un fichier texte.
Le joueur possède l'armure et les armes personnalisables, de plus aucun parcours à travers les niveaux n'est prédéfini. Mais le joueur doit cependant accomplir des objectifs fixes. D'ailleurs la progression se déroule en trois actes.

## Développement

### Moteur du jeu
Crysis utilise Direct3D, l'API de Microsoft pour le rendu graphique, et inclut le même éditeur que Crytek a utilisé pour concevoir le jeu. Le jeu s'exécute sur le nouveau moteur, le CryEngine 2, qui est le successeur de la première version du moteur utilisé pour le jeu Far Cry. CryEngine 2 a été parmi les premiers moteurs à utiliser Direct3D 10 de Windows Vista, mais qui a été conçu pour fonctionner avec DirectX 9 sur Windows Vista et Windows XP.
Roy Taylor, Vice-Président des relations publiques chez Nvidia, a parlé sur le thème de la complexité du moteur, indiquant que Crysis a plus d'un million de lignes de code, de 1 Go de données de texture, 85.000 shaders et près de trois mille pages de code.
Juste après la sortie du jeu, en 2008, Crysis est souvent utilisé comme référence dans les tests informatiques, à la suite de ses demandes en ressources et ses réglages lors de sa sortie. Lors de sa sortie, le jeu était tellement exigent en configuration matériel que le slogan "Oui, mais peut-il exécuter Crysis ?" a été souvent utilisé lors des critiques sur les tests de carte graphique.

### Sortie d'une démo
Le 27 août 2007, Crytek annonce la sortie d'une démo solo pour le 25 septembre, toutefois, la date a été repoussée au 26 octobre. La démo présente le premier niveau en totalité, Contact, ainsi que l'éditeur bac à sable,. Le 26 octobre, Crytek a annoncé que la démo serait repoussée, d'au moins, une journée. La démo sera rendue disponible le 27 octobre. Cependant, sur de nombreux sites, il a été prévu un jour plus tôt, et un oubli a permis aux publics d'obtenir le fichier directement sur le serveur d'EA plus tôt que prévu.
Peu de temps après la sortie de la démo, certains amateurs ont constaté que, en manipulant les fichiers de configuration, la plupart des paramètres graphiques « Très élevée » (normalement réservés aux détenteurs de DirectX 10), pouvaient être activés sous DirectX 9. Le mode sous DirectX 9 est quasiment identique au mode DirectX 10, avec certaines caractéristiques graphiques qui ne peuvent être reproduites sous DirectX 9, comme le flou cinétique.

### Versions console
En juillet 2011, il a été révélé que l'organisme coréen de classification de jeux a évalué Crysis pour les consoles Xbox 360 et PlayStation 3.
Le 8 septembre 2011, une bande-annonce comprenant des phases de gameplay du jeu a été publiée sur la page Twitter de Crytek. Il est montré de nouvelles fonctionnalités pour les consoles, de nouveaux éclairages, de nouveaux effets spéciaux et de nouveaux contrôles pour la Nanosuit avec des combats de précision et un support de la 3D stéréoscopique. La version pour console serait uniquement proposée en téléchargement. À la suite de cette annonce, Cevat Yerli, PDG de Crytek, a déclaré : «  Nous sommes extrêmement fiers de ce que nous avons pu accomplir avec Crysis. Nous avons décidé de créer une nouvelle génération de FPS et de livrer une expérience sur PC qui est devenu une référence pour la qualité technique et qu'il l'est encore pour beaucoup de joueurs, même quatre ans plus tard. En portant la campagne solo sur console, nous croyons que nous sommes à nouveau sur une norme de qualité dans le domaine du jeu téléchargeable. Cependant, contrairement à la version originale, les versions Xbox 360 et PlayStation 3 ne contiennent pas de multijoueurs ainsi que les extensions Warhead et Wars. ».
La version console a été rendue disponible le 4 octobre 2011.

### Version remastérisée
En avril 2020, Crytek annonce le développement de Crysis Remastered sur PC, PlayStation 4, Xbox One et Nintendo Switch. Co-développée par Saber Interactive, cette version apporte diverses améliorations graphiques, dont des textures retravaillées et du ray tracing. Le jeu sort quelques mois plus tard la même année.

## Bande son
La bande son du jeu a été composée par Inon Zur et est sortie le 27 novembre 2007.

## Accueil

### Critiques
Le jeu a été unanimement acclamé pour ses graphismes parfois proches du photoréalisme. Parmi les points négatifs, Game One cite une intelligence artificielle parfois « accablante », un moteur graphique pas totalement optimisé, quelques erreurs d'affichage et un doublage des personnages nord-coréens « horripilant ».

### Ventes
Début 2008, Electronic Arts annonce que Crysis s'est écoulé à un million d'exemplaires depuis son lancement le 16 novembre 2007, chiffre en soi décevant compte tenu de la considérable médiatisation du titre.

### Récompenses
Voici les récompenses reçues à l'E3 2006 :
- 1UP.com Best Visuals E3 2006 ;
- GameSpy « Top 10 PC Game » E3 2006 ;
- GameSpy « Best Graphics » E3 2006 ;
- GameTrailers « Best PC Game » ;
- GameTrailers « Best Graphics » ;
- GameTrailers « Best Shooter » ;
- IGN « Best PC FPS Game » ;
- IGN « Best Technical Graphics PC » ;
- IGN « Technological Excellence PC » ;
- IGN « Best FPS (overall) » ;
- IGN « Best Graphics Technology (overall) » ;
- GameSpot « Best Graphics ».

## Doublage voix françaises
- Dr Rosenthal : Bernard Bollet
- Helena Rosenthal : Juliette Degenne
- Psycho : Gabriel Le Doze
- Prophet : Pierre Dourlens
- Nomad : Bruno Dubernat
- Jester : Jean-Paul Pitolin
- Aztec : Sylvain Lemarié
- Major Strickland : Claude d'Yd
- Général Kyong :
- Voix féminine de la combinaison Nanosuit : Virginie Méry
- Voix masculine de la combinaison Nanosuit : Gérard Desalles

## Configuration
Les graphismes sont produits par le moteur graphique CryENGINE2. Le jeu utilise DirectX 10 dans son mode Very High qui nécessite une configuration haut de gamme à la sortie du titre. Les machines sous XP n'ont pas accès au dernier niveau de détails car ce système d'exploitation n'est pas compatible avec DirectX10. La puissance du jeu donne un nouvel aperçu du Cinematic Computing.
Ce jeu est considéré comme le plus beau de sa génération : sur le plan de la qualité et de la finition, il peut encore rivaliser avec certains autres FPS, à près de 6 ans d'écart.
Crysis est devenu une référence en matière d'exigence informatique dans son utilisation vidéoludique du fait du matériel recommandé pour pouvoir le faire fonctionner en qualité maximale sans problèmes, à tel point que les développeurs se sont efforcés d'améliorer l'accessibilité du jeu suivant.